# Сеттер

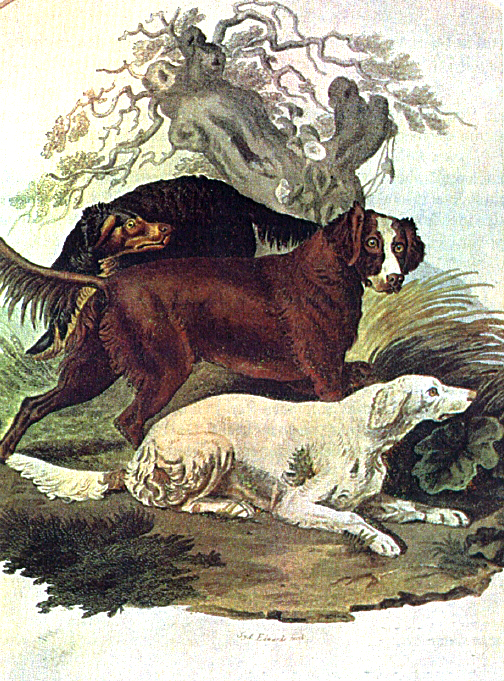
Три основных разновидности сеттера (Sydenham Edwards, 1800)

Се́ттер (от англ. set — «посадка», буквально — «приседающая», собака, которая садится или приседает при виде дичи) — группа пород специализированных охотничьих собак, длинношёрстная разновидность английских легавых собак. В современной классификации пород собак включает четыре породы: английский сеттер, шотландский сеттер (сеттер-гордон), ирландский сеттер и ирландский красно-белый сеттер.

## Происхождение
Сеттеры появились на территории Англии в XV—XVI веках. Название «сеттер» впервые встречается в произведении Джона Каюса «Собаки Британии» (1576). Считается, что происхождение сеттеров восходит к испанской длинношёрстной легавой собаке (перепелиной собаке), от которой произошли и французские легавые. Первоначально таких собак использовали для охоты на пернатую дичь вместе с грейхаундами и ловчими птицами. Собаки, имевшие манеру ложиться перед причуянной дичью, использовались для популярной охоты с накидной сетью, а при возникновении ружейной охоты — для стрельбы по птице влёт.
Именно благодаря распространению ружейной охоты возникла потребность в специализированной собаке с особенными физическими качествами и охотничьими способностями. Чтобы получить собаку более крупную, быструю и управляемую, к перепелиному спаниелю приливали крови других пород: борзых, пуделей, гончих, колли, прямошёрстных ретриверов. Сеттер в его специфическом облике — эффективная добычливая собака, благодаря стремительному ходу и дальнему чутью способная отыскать дичь на больших пространствах и вывести к ней охотника своей крепкой стойкой — сформировался в начале XIX века.
Деление сеттеров на конкретные породы появилось в середине XIX века. Специфические рабочие черты и различия во внешнем облике развились в силу личных эстетических предпочтений заводчиков, а также различных условий охоты в разных районах. На первой выставке собак в Бирмингеме (1860) был лишь один ринг для сеттеров, на второй выставке собак в Бирмингеме был выделен в качестве отдельной породы ирландский сеттер, а в 1861 году сеттеры в рингах были разделены на три породы — английский, ирландский и шотландский.

## Особенности и внешний вид
Английские легавые собаки, к которым, помимо сеттеров, относится единственная гладкошёрстная порода — пойнтер, — выведены для охоты на птицу на больших территориях. Островные легавые отличаются от других легавых собак по манере и стилю работы.
Типичная добыча сеттеров — перепел, фазан, тетерев. Собака разыскивает дичь с помощью чутья, молча и методично обследуя территорию. Обнаружив дичь, сеттер не бросается на неё, а замирает в специфической позе — стойке. По команде охотника собака вспугивает птицу, давая возможность охотнику подстрелить добычу на лету. Сеттер работает с высоко поднятой головой, ищет добычу «верхним чутьём» и в поиске никогда не нюхает землю. Манера сеттера замирать над дичью, слегка присев, дала название породе (от англ. set — посадка, setting dog, setter — «приседающий»).
Сеттеры — узкоспециализированные собаки, вся эволюция которых была подчинена единственной цели: быстрому и безошибочному поиску птицы. Многие сеттеры имеют врождённую способность к поиску дичи. Такие щенки проявляют интерес к птице уже в раннем детстве, и именно их отбирают для тренировки. Первоначально собак обучают работе на перепела или домашнего голубя.
Шерсть сеттера длинная, мягкая, прямая или несколько волнистая. При комнатном содержании подшёрсток отсутствует. При содержании на улице, в утеплённой будке, собака обрастает более густой шерстью с плотным подшёрстком и может переносить сильные морозы. Густая шерсть сеттеров — прекрасная защита от непогоды, густой и колючей растительности, кровососущих насекомых, поэтому собаки могут успешно работать даже в тяжелых условиях. Однако такая шерсть требует тщательного ухода, особенно при подготовки собаке к участию в выставке.
Различия между породами сеттеров проявляются не только во внешнем облике, но и в манере охоты. Так, для английского сеттера типична лежачая стойка, а гордоны более других склонны к подаче дичи.

## Породы

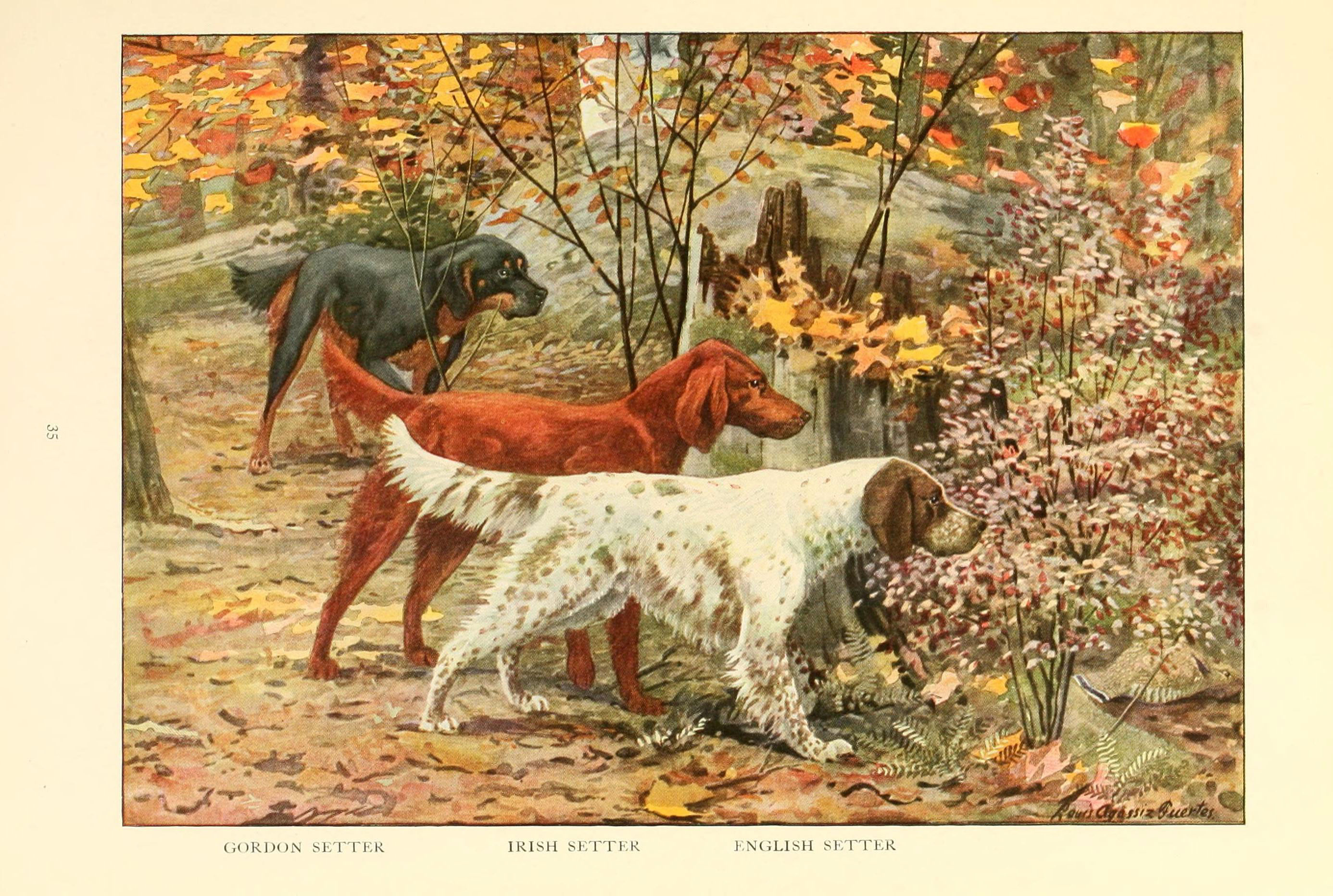
The book of dogs Washington, D. C.,The National geographic society (1919)

### Английский сеттер
Характерный окрас английского сеттера — на белом фоне пятна или крап чёрного, лимонного или оранжевого цвета, встречается и коричневый крап. Бывают и трёхцветные собаки: чёрно-крапчатые с оранжевым крапом на местах, характерных для подпалин. Нарядная раскраска английского сеттера удобна на охоте, хорошо заметна в зарослях и на фоне зелёной травы.
История английского сеттера тесно связана с именем известного заводчика Эдуарда Лаверака, создавшего собаку особенного стиля и охотничьих качеств. Английский сеттер, которого иногда называют лавераком, — самый приземистый из сеттеров, обладает хорошо выраженными углами и свободными «кошачьими» движениями. На охоте английский сеттер движется экономичным стелющимся галопом и незаменим для длительного розыска дичи на больших пространствах. Менее приземистым был тип английского сеттера, выведенный другим выдающимся заводчиком — Пюрселем Льюэллином. Сеттеры-льюэллины — отличные полевые, спортивные и выставочные собаки, преимущественно трёхцветного окраса.

### Ирландский сеттер
Существуют две разновидности ирландского сеттера — красный и красно-пегий (крупные красные пятна на белом фоне), причём красно-белые сеттеры появились раньше и были родоначальниками красных. Эффектный яркий каштановый окрас ирландского красного сеттера настолько красив, что окупает некоторые затруднения в охоте с ним в осеннее время. Красно-белые сеттеры удобны в охоте и по осенней траве и листве. Более короткая и прямая шерсть ирландца собирает меньше колючек и репейников, обеспечивая хорошую защиту. В породе элегантность и лёгкость сочетаются с атлетичностью и выносливостью. В отличие от английского сеттера, ирландец больше подходит для работы в уже изученных местах: из-за горячего темперамента при длительном отсутствии дичи собака теряет интерес к работе. Ирландский сеттер на охоте движется плавным и размашистым галопом, голову держит высоко, отличается красивой и динамичной потяжкой и стойкой.

### Шотландский сеттер
Шотландский сеттер, или сеттер-гордон (по имени известного заводчика герцога Гордона) самый крупный и тяжёлый из сеттеров. Мощная собака движется в поиске медленнее других сеттеров, но меньше устаёт, ищет осмысленно и методично и лучше подходит для работы в лесу на боровую дичь.
Собака чёрно-подпалого окраса, шерсть густая и тёплая.